# Oude Beurs (Antwerpen)

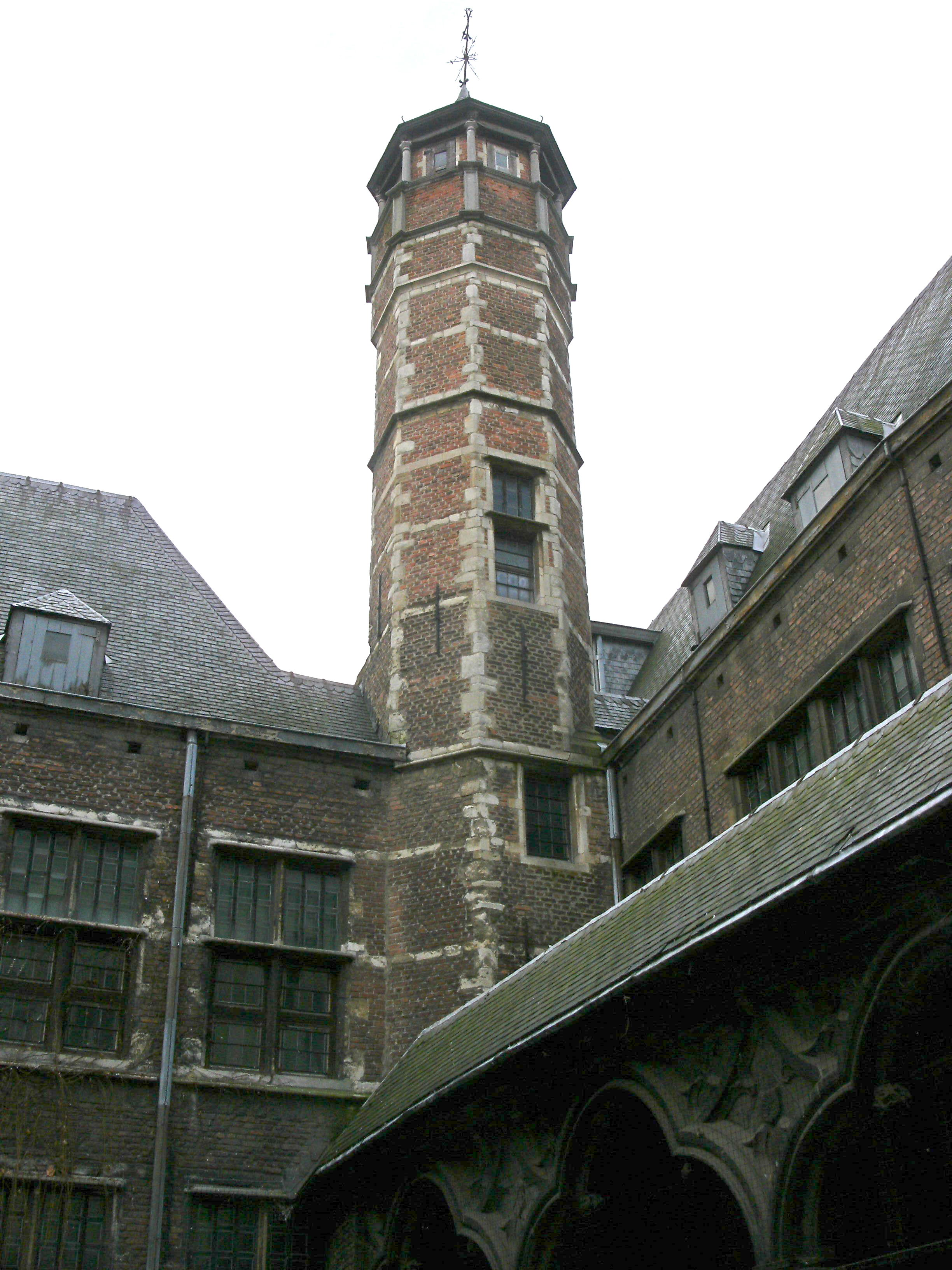
Pagaddertoren

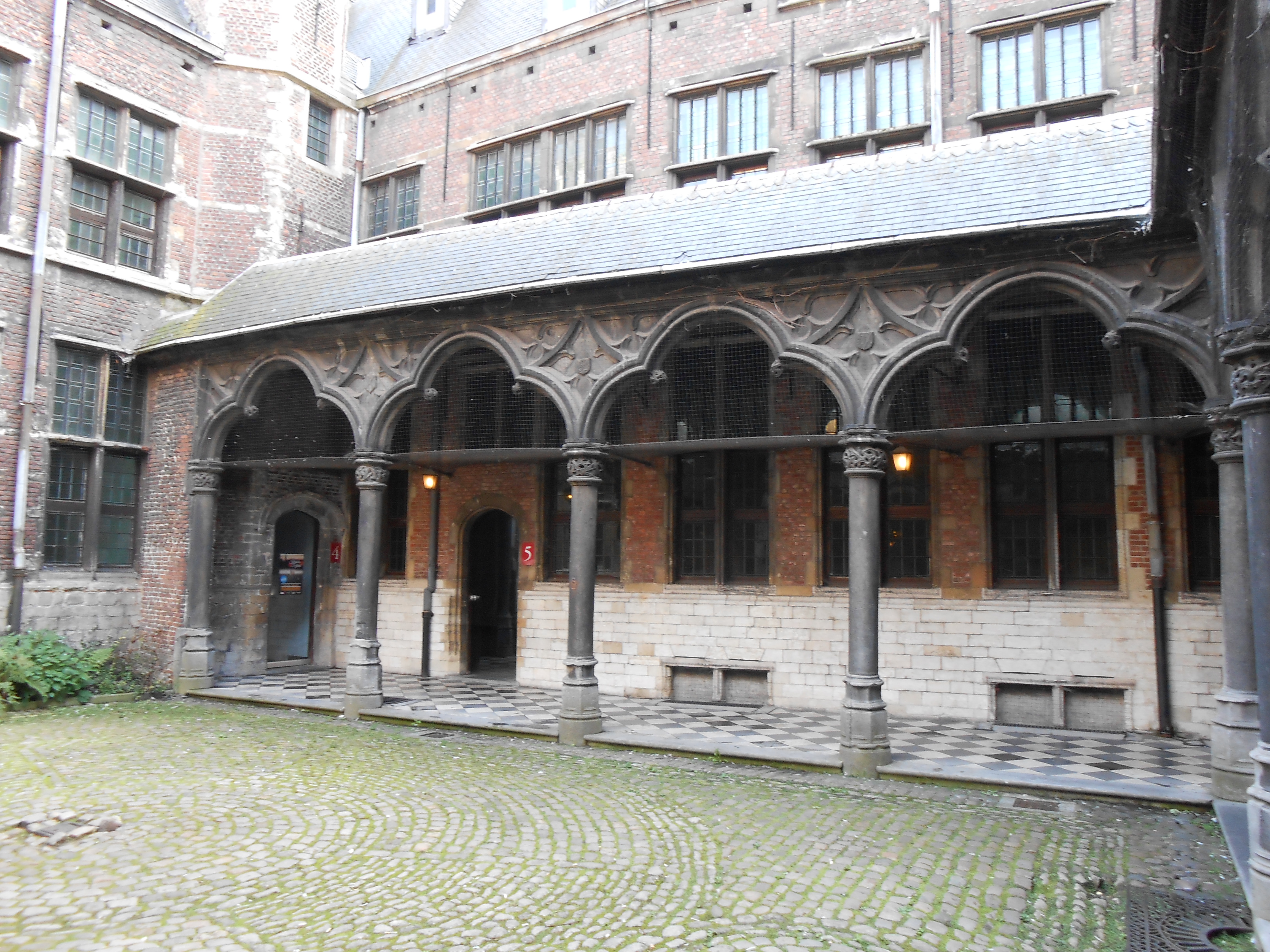
Binnenplaats

In de Antwerpse Hofstraat vlak bij de Grote Markt bevindt zich het huis Den Rhyn. De 19e-eeuwse gevels langs de straat laten niet vermoeden dat daarachter een 16e-eeuws pand zit met een sfeervolle binnenkoer.
Dit pand uit 1485 werd gebruikt om onder andere specerijen te verhandelen. Dit gebeurde voornamelijk in open lucht. Het gebouw wordt beschouwd als een voorloper van het beursgebouw en daardoor van historisch belang.
Voor Antwerpen tot bloei kwam, was Brugge de economische leider. Daar, op het oude Beursplein, ligt de oorsprong van de beurs.
De gevels van het gebouw zijn in 16e-eeuwse bak- en zandsteen. Er is een laatgotische zuilengalerij met klaverbogen naar de hand van Domien de Waghemakere. Tussen de zuilen met fraaie kapitelen bevinden zich drielobtraceringen.
Zo'n binnenplaats werd al gauw te klein gezien het succes van Antwerpen als handelsmetropool in de 16e eeuw. In 1531 werd er een nieuwe handelsbeurs gebouwd in de nabijheid van de Meir.
In een hoek staat een uitkragende toren met belvédère, dat bekend staat als Pagaddertoren. Deze toren dateert van 1533, dus na de verhuis van de beurs naar de Meir. De toren was dus niet verbonden met de functie van het gebouw als beurs, maar werd van in het begin geconcipieerd als huistoren.